# Lansen-Schönau
Lansen-Schönau war eine nur sieben Jahre bestehende Gemeinde im Landkreis Mecklenburgische Seenplatte in Mecklenburg-Vorpommern (Deutschland). Sie wurde vom Amt Seenlandschaft Waren mit Sitz in der Stadt Waren (Müritz) verwaltet. Auf einer Fläche von 19,81 km² lebten 459 Einwohner (Stand: 31. Dezember 2010).
Das Gemeindegebiet gehört heute zu Peenehagen.

## Geografie
Die Gemeinde Lansen-Schönau in der Mecklenburgischen Seenplatte lag etwa 10 km von Waren (Müritz) entfernt. Das waldreiche Gebiet um Lansen-Schönau lag nördlich der Müritz sowie nordwestlich des Torgelower Sees. Die hügelige Umgebung erreichte nahe dem Ortsteil Schwarzenhof 96 m ü. NHN. An den Westen der Gemarkung Lansen-Schönau schloss der Naturpark Mecklenburgische Schweiz und Kummerower See an. Im Norden hatte die Gemeinde einen Anteil am Rittermannshagener See.
Zu Lansen-Schönau gehörten die Ortsteile Alt Schönau, Johannshof, Lansen, Neu Schönau und Schwarzenhof.

## Geschichte
Die Gemeinde Lansen-Schönau entstand am 1. Januar 2005 durch die Fusion der vormals selbständigen Gemeinden Alt Schönau und Lansen. Sie hat sich am 1. Januar 2012 mit den Nachbargemeinden Groß Gievitz und Hinrichshagen zur Gemeinde Peenehagen zusammengeschlossen.

## Sehenswürdigkeiten
- Kirche in Lansen, ein turmloser gotischer Ziegelbau, um 1400 errichtet
- Kirche in Alt Schönau, ebenso turmloser Feldsteinbau aus der Zeit der Frühgotik, später teilweise erneuert
- Gutshaus Lansen: eingeschossiger Fachwerkbau mit mansardartigem Krüppelwalm; Gut der Familien von Meyenn (bis 1793), von Randow, von Hahn (1798–1932), dann aufgesiedelt
- Gutshäuser in Alt- und Neu Schönau

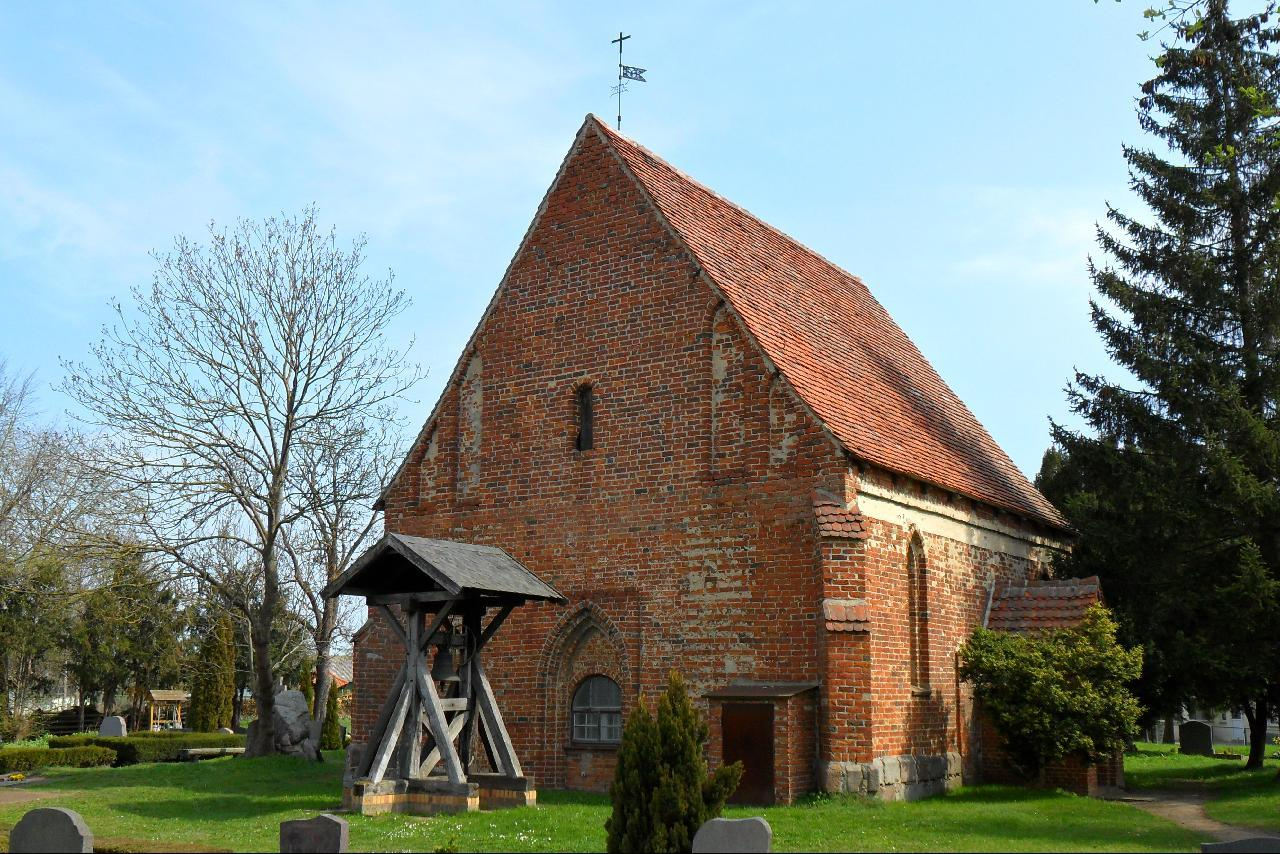
Kirche in Lansen
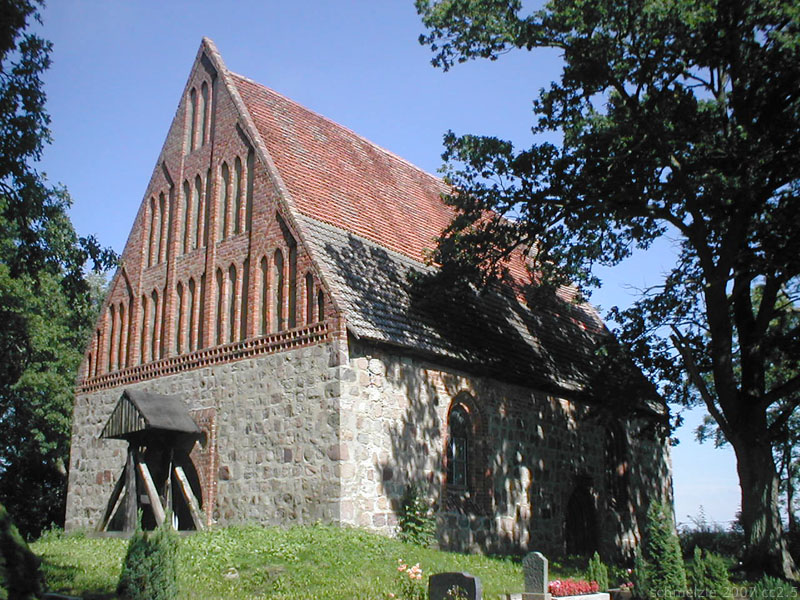
Kirche in Alt Schönau
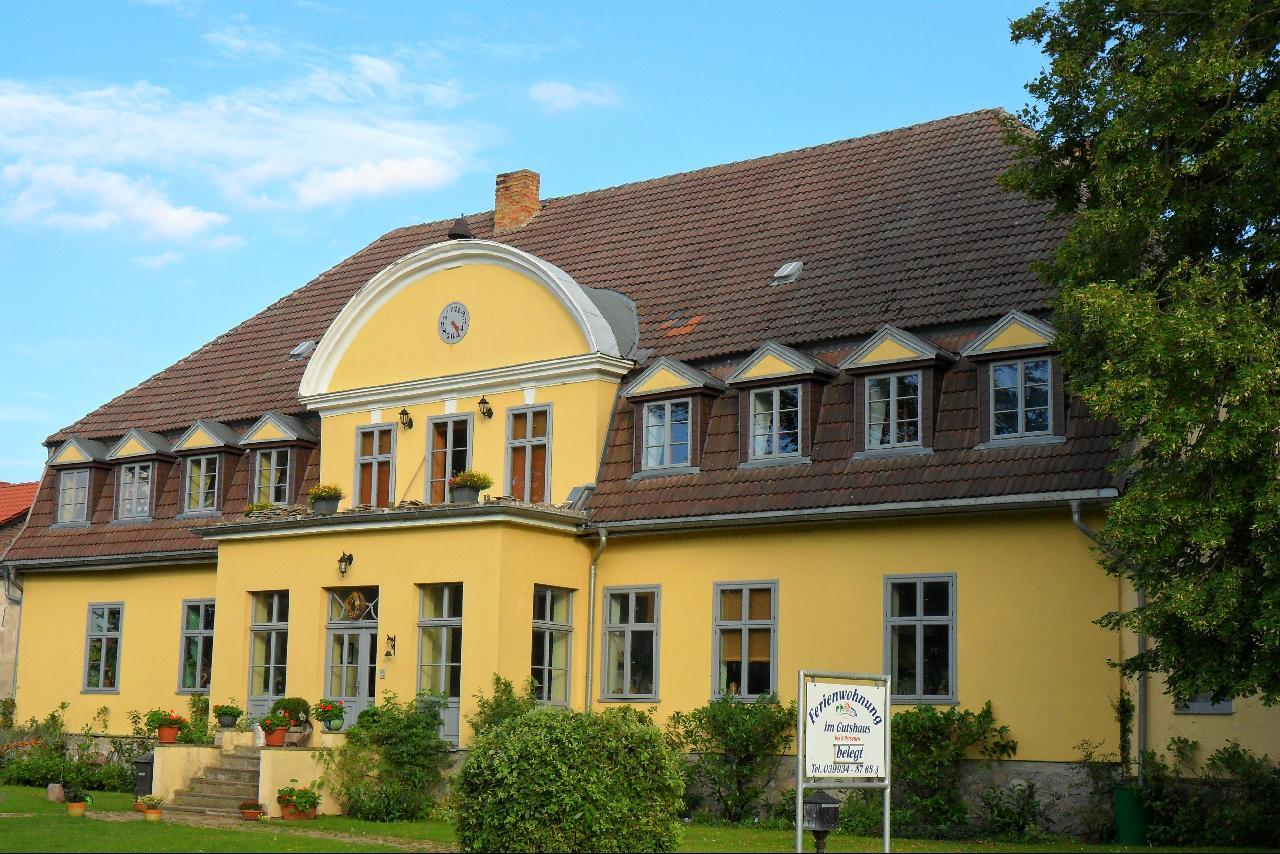
Gutshaus Alt Schönau

## Infrastruktur
Lansen-Schönau lag an der Landstraße von Malchin nach Waren (Müritz). In Waren befindet sich der nächste Bahnhof, von wo aus über die Lloydbahn Anschluss nach Berlin und Rostock sowie über die Mecklenburgische Südbahn nach Parchim besteht. Bis 1998 gab es zudem einen Haltepunkt an der inzwischen stillgelegten Bahnstrecke Waren–Malchin.